# Hokkaido Museum of Modern Art
Hokkaido Museum of Modern Art (japanska: 北海道立近代美術館, Hokkaidō-ritsu Kindai Bijutsukan) är ett japanskt konstmuseum i Sapporo på Hokkaidō, som öppnade 1977. Dess konstsamling omfattar ett antal verk av Jules Pascin och Parisskolan samt verk av japanska konstnärer, framför allt sådana med samband till Hokkaido. 

## Bildgalleri

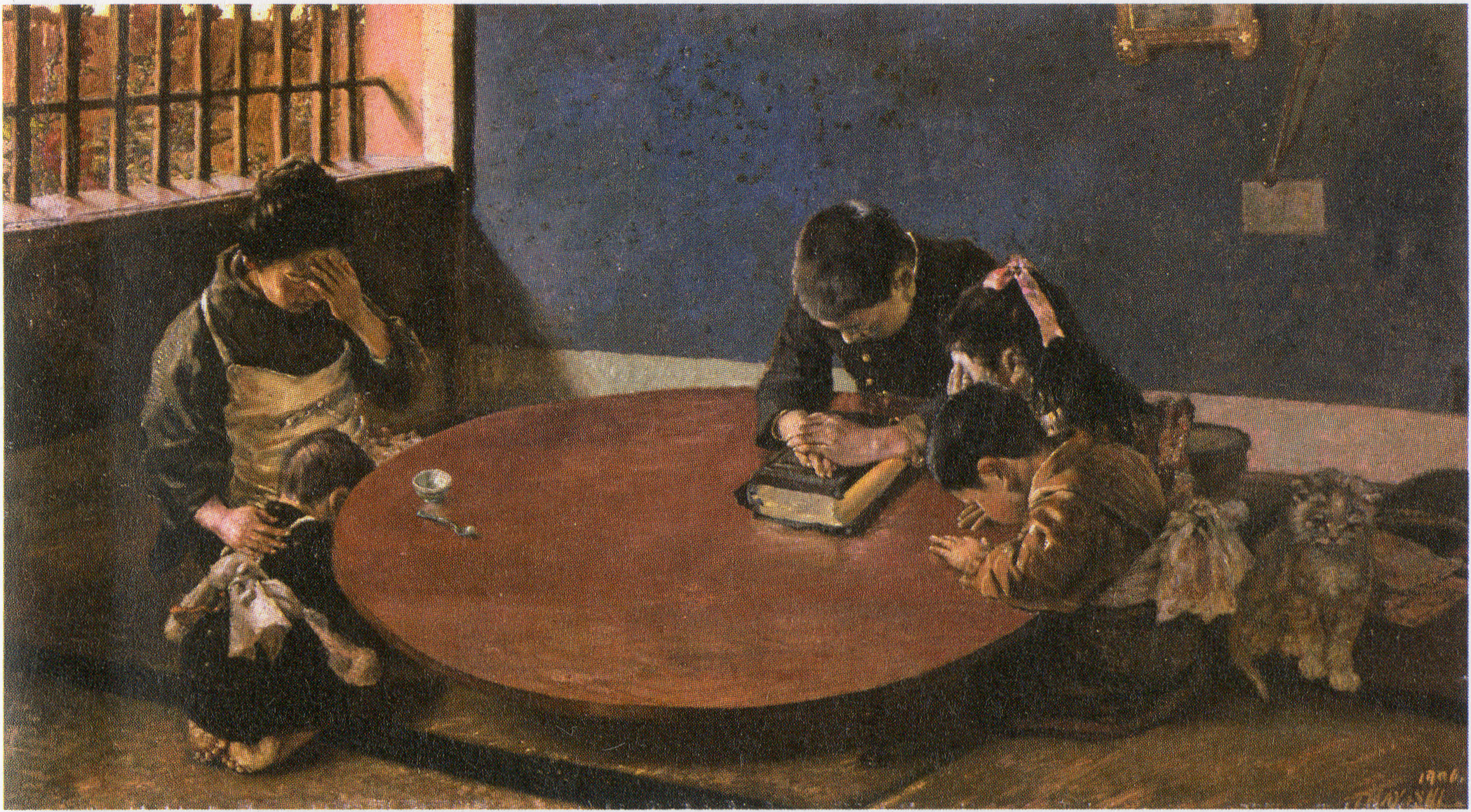
Morgonbön av Hayashi Takejirō, 1906
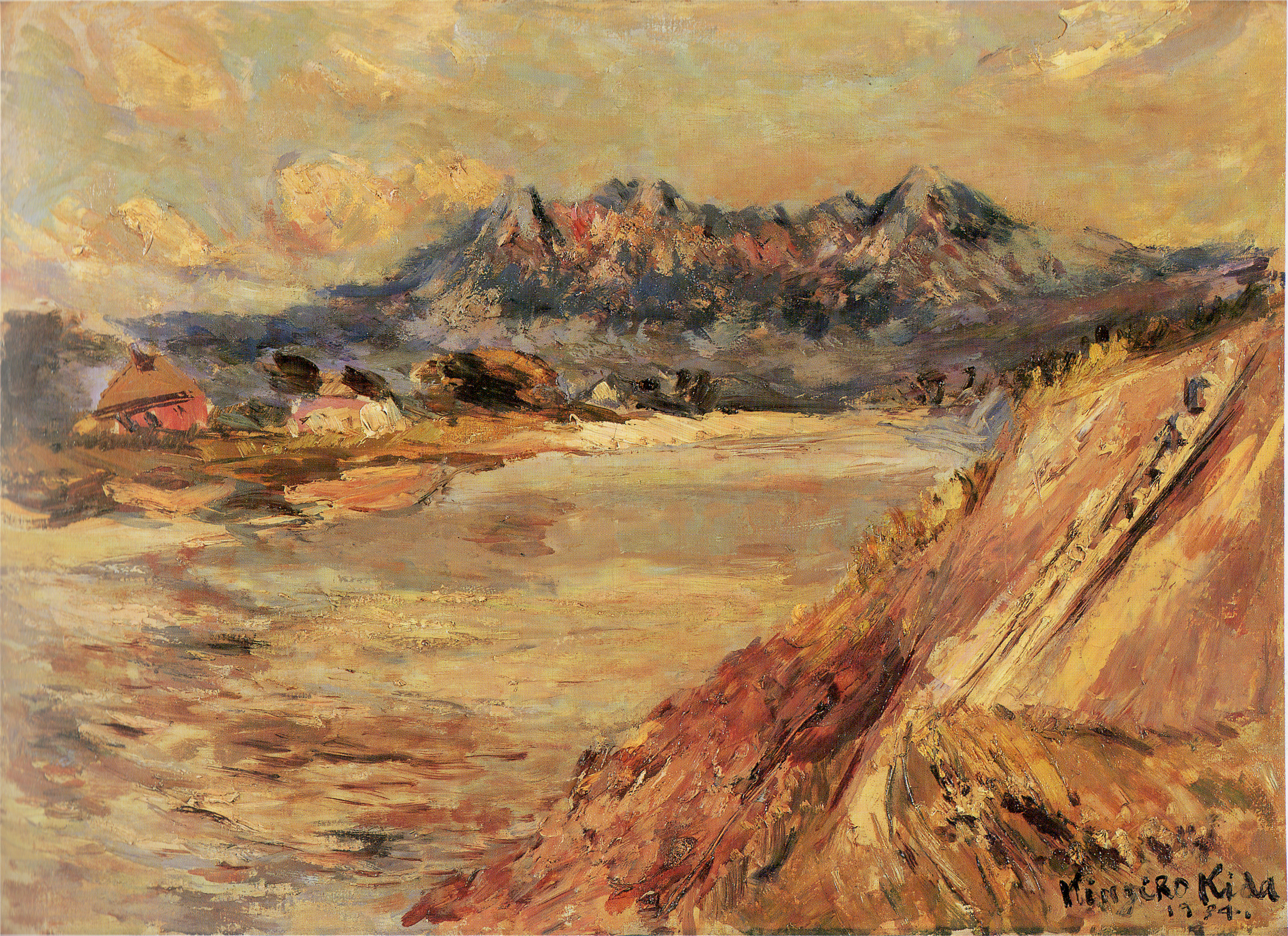
Taisetsu-San från stranden av floden Chubetsu av Kinjirō Kida (1893–1962), 1934
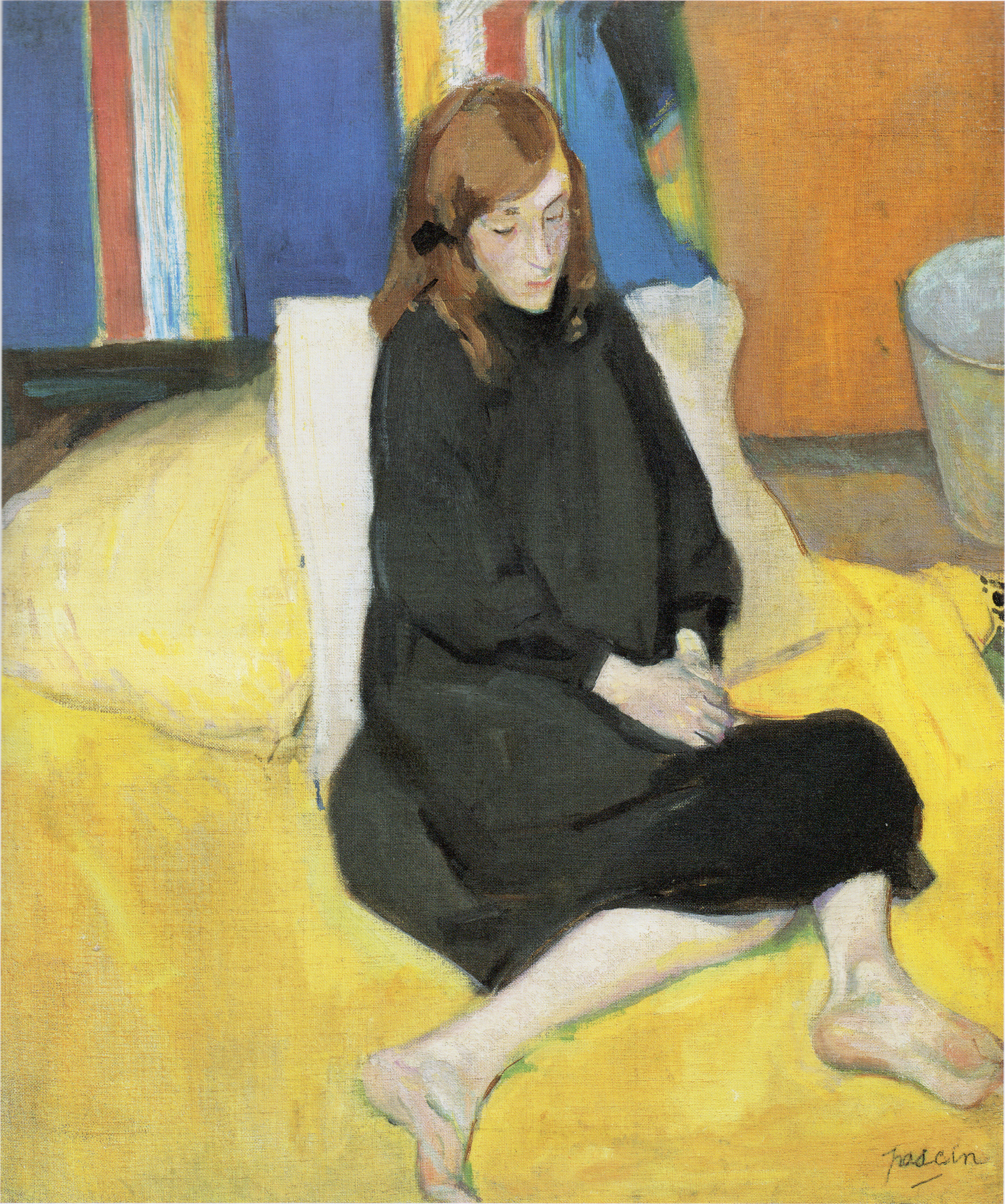
Skolflicka av Jules Pascin
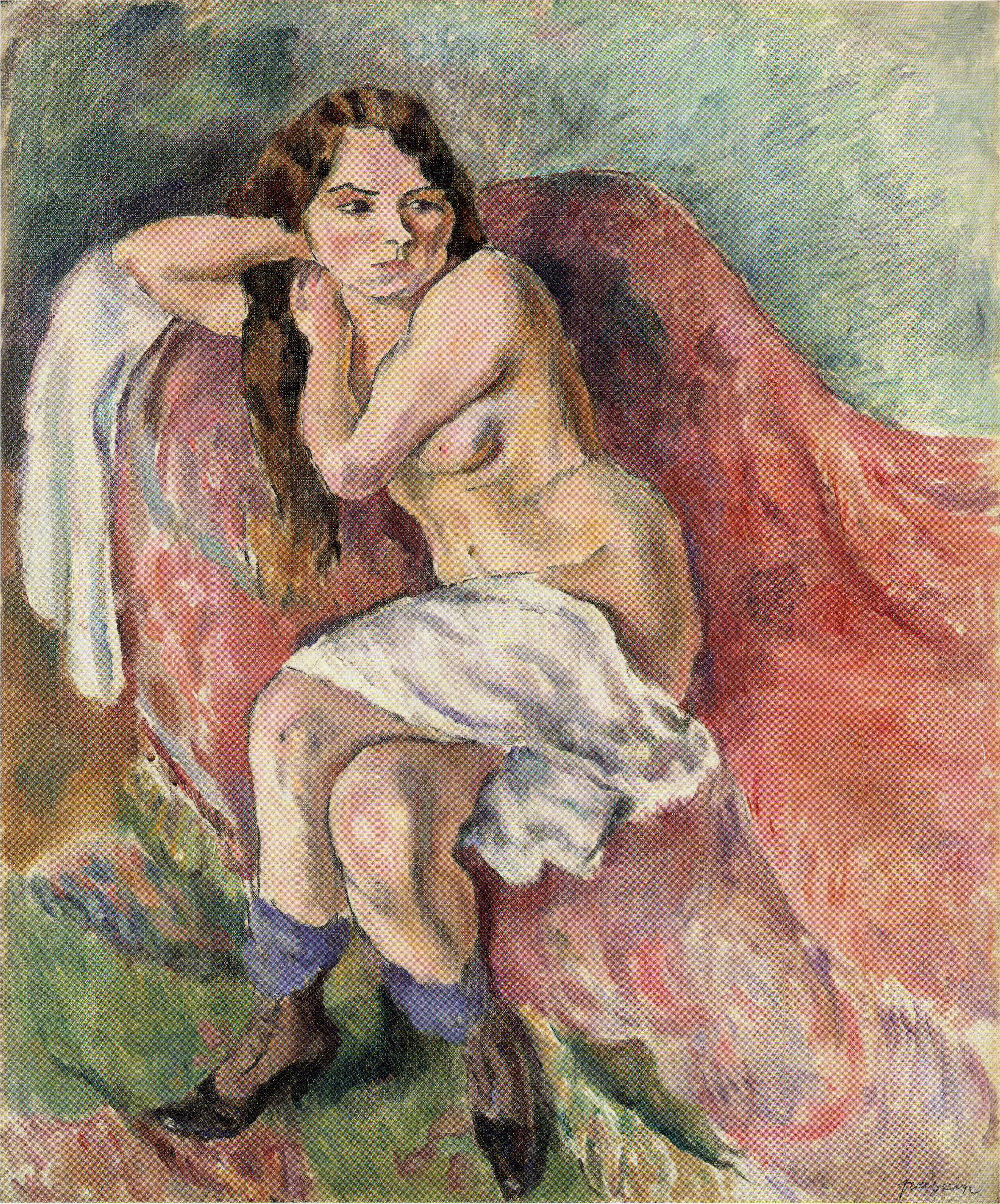
Suzanne på soffan av Jules Pascin
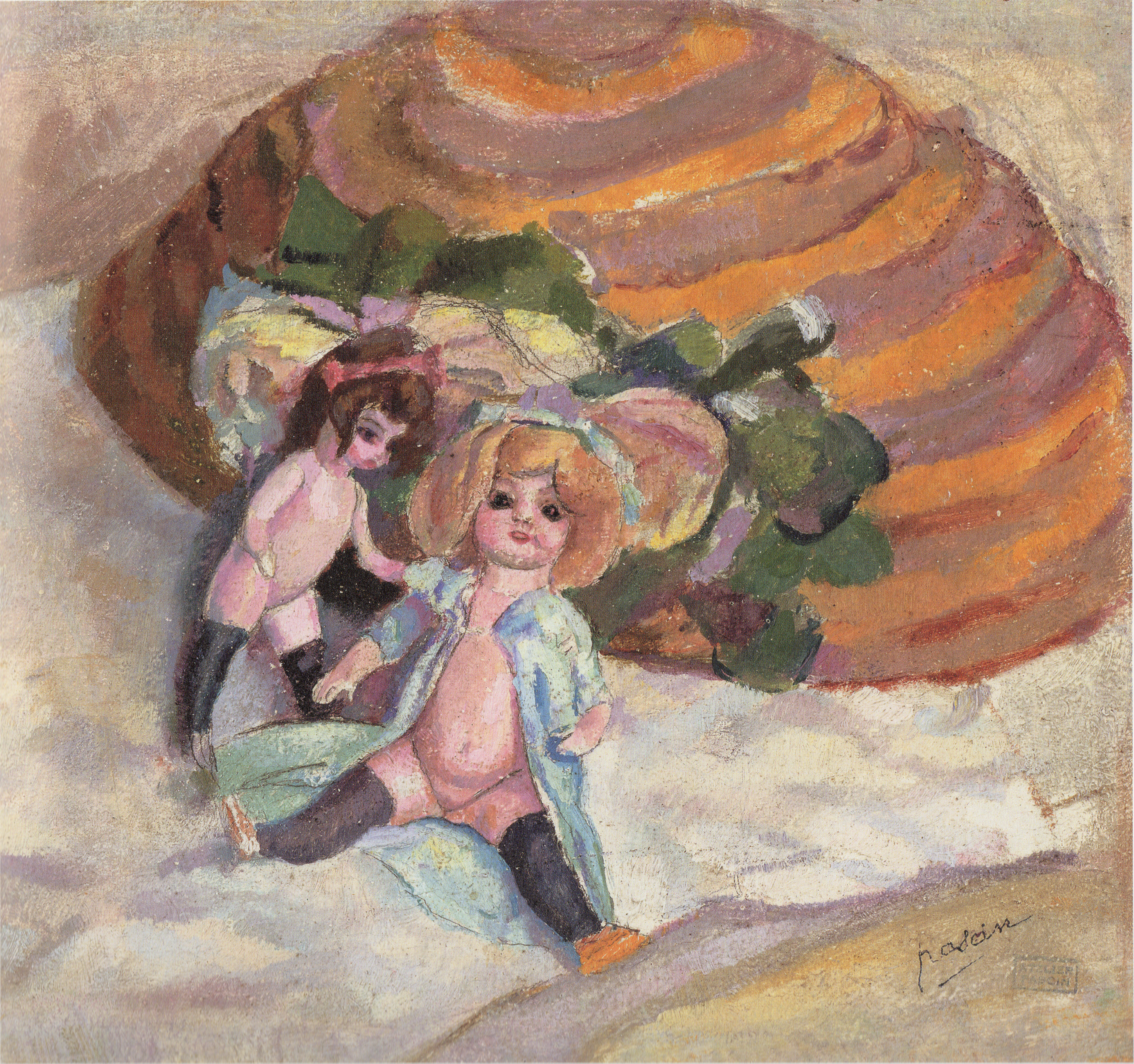
Dockor av Jules Pascin
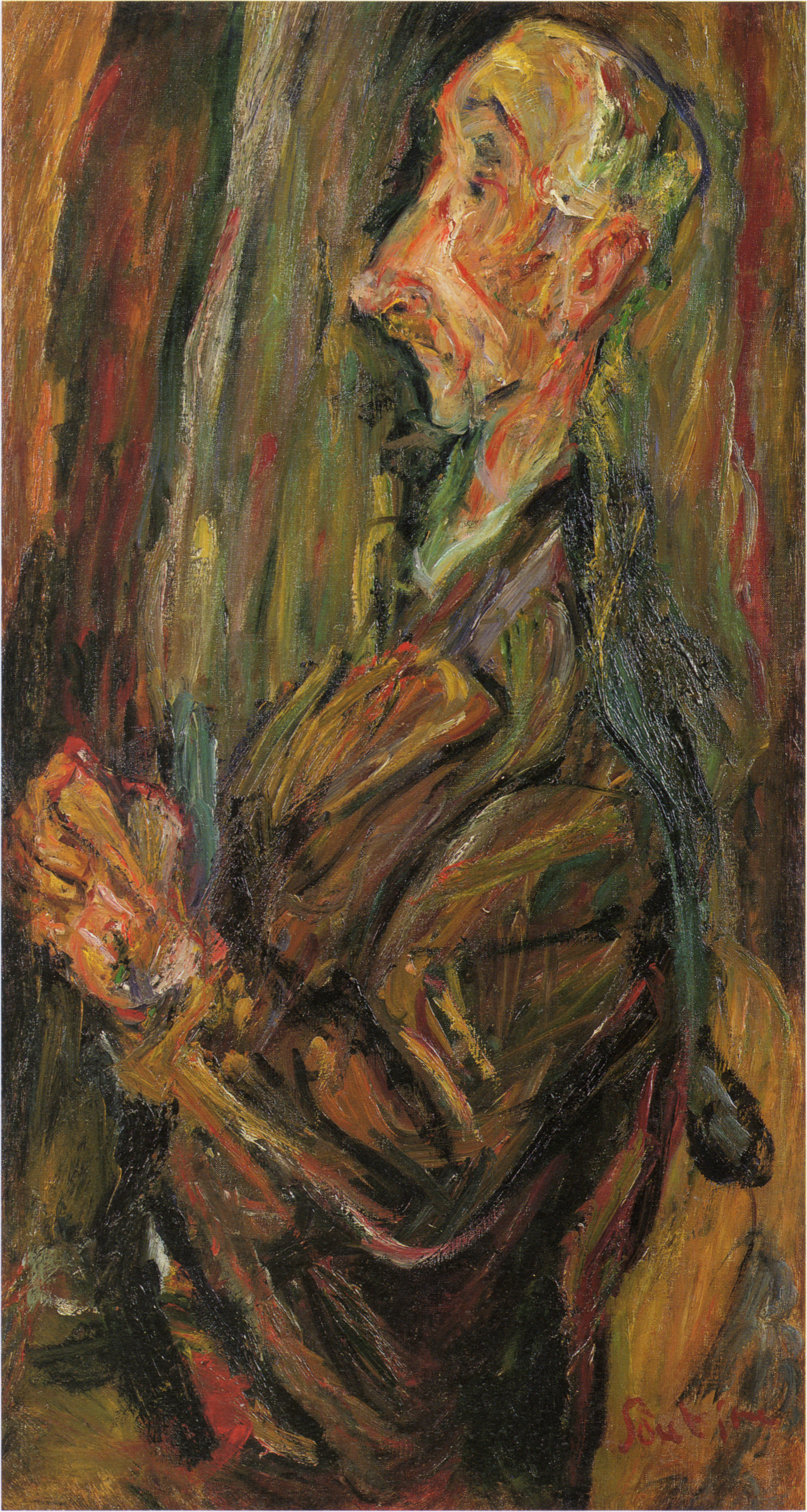
Man i bön av Chaïm Soutine, 1921